# Marie-Amandine de Schakkebroek
Pauline Jeuris (de nom religiós sor Marie-Amandine), nascuda el 28 de desembre de 1872 a Herck-la-Ville (Bèlgica) i morta el 9 de juliol a Taiyuan (Xina) va ser una monja belga, franciscana missionera, decapitada durant la Rebel·lió dels bòxers. Màrtir, va ser canonitzada l'1 d'octubre del 2000 pel Papa Joan Pau II.

## Biografia
Orfe als set anys, ingressà a la congregació de les Franciscanes missioneres de Maria. Va fer d'infermera a Marsella i marxà cap a la Xina, per treballar a l'orfenat de noies de Taiyuan amb un grup de sis religioses més, sota la responsabilitat de la mare Maria Hermínia de Jesús. A causa del seu permanent bon humor, va rebre el sobrenom de la "verge europea que sempre riu".
Durant la rebel·lió dels bòxers, va ser decapitada amb diverses de les seves germanes
- Marie-Hermine de Jésus (Irma Grivot),
- Maria de la Pau (Marie-Anne Giuliani),
- Marie-Claire (Clelia Nanetti),
- Maria de Santa Natàlia (Jeanne-Marie Kerguin),
- Marie de Saint-Just (Anne-Françoise Moreau),
- Marie-Adolphine (Kaatje Dierkx)

Va ser beatificada el 24 de novembre de 1946 pel Papa Pius XII, conjuntament amb vint-i-vuit franciscans més màrtirs de la Xina; i va ser canonitzada l'1 d'octubre de 2000 pel Papa Joan Pau II, amb un grup de 120 màrtirs de la Xina. La seva festa és el 9 de juliol.